# (Раз)очарано краљевство
(Раз)очарано краљевство (енгл. Disenchantment) америчка је анимирана комедија ситуације коју је створио Мет Грејнинг за Netflix. Радња се одвија у измишљеном средњовековном краљевству и прати принцезу Бин, бунтовну алкохоличарку, као и на њеног наивног вилењачког сапутника Елфа и деструктивног „личног демона” Луција.

## Радња
Принцезине дужности зову, али она би се радије напила. Слободоумна Бин излуђује краља својим тумарањем с пријатељима демоном и вилењаком.

## Гласовне улоге
| Глумац        | Улога    |
| ------------- | -------- |
| Аби Џејкобсон | Бин      |
| Ерик Андре    | Луци     |
| Нет Факсон    | Елфо     |
| Џон Димаџио   | Зег      |
| Трес Макнил   | Уна      |
| Мет Бери      | Меркимер |
| Морис Ламарш  | Одвал    |
| Шерон Хорган  | Дагмар   |

## Епизоде
| Део | Део | Епизоде | Епизоде | Оригинална објава   | Оригинална објава   |
| --- | --- | ------- | ------- | ------------------- | ------------------- |
|     | 1.  | 10      | 10      | 17. август 2018.    | 17. август 2018.    |
|     | 2.  | 10      | 10      | 20. септембар 2019. | 20. септембар 2019. |
|     | 3.  | 10      | 10      | 15. јануар 2021.    | 15. јануар 2021.    |
|     | 4.  | 10      | 10      | 9. фебруар 2022.    | 9. фебруар 2022.    |
|     | 5.  | 10      | 10      | 1. септембар 2023.  | 1. септембар 2023.  |

## Рефереце
1. ↑  Weinstein, Josh [Joshstrangehill] (3. 9. 2018). „Bean's full name is Princess Tiabeanie Mariabeanie de la Rochambeau Grunkwitz, not "Drunkowitz" – she just called herself that while drunk. Grunkwitz is Zøg's family name from the House of Grunkwitz (like House of Windsor or House of Schleswig-Holstein-Sonderburg-Glücksburg)” (твит). Приступљено 4. 9. 2018 — преко -а.